# DOS
 Ovo je glavno značenje pojma DOS. Za druga značenja pogledajte DOS (razdvojba).
DOS (Disk Operating System) je opći naziv za operacijske sustave koji su se počeli pojavljivati krajem 70ih godina 20. stoljeća i u slobodnom prijevodu DOS znači operacijski sustav za diskove (floppy disk i tvrdi disk). Prvenstvena namjena DOS-a je manipulacija sadržajem diska, tj. datotekama, a kasnije i direktorijima. Omogućio je jednostavno pristupanje, promjenu i spremanje podataka na disk, te automatizirano pokretanje programa s diska. Također sadrži programe za provjeru ispravnosti sadržaja disk-a, te popravak određenih vrsta grešaka. DOS je također i sloj u operacijskim sustavima ili samo dio operacijskog sustava kao recimo u ranim verzijama Windows operacijskog sustava. U operacijskim sustavima naredbeni procesor (shell), ponekad se koristi i 'naredbeni redak', je nekada bio dio DOS-a, ili zasebna cjelina. DOS je također poznat kao kratica Microsoftova MS-DOS operacijskog sustava.  Novi operacijski sustavi više ne koriste kraticu DOS u svom nazivu, već koriste OS jer skoro svi novi operacijski sustavi rade mnogo više, nego samo upravljanje sadržajem diskovima.

## Vanjske poveznice
- MS-DOS  Arhivirana inačica izvorne stranice od 22. veljače 2007. (Wayback Machine)